# Tanagra (mythologie)
Pour les articles homonymes, voir Tanagra.

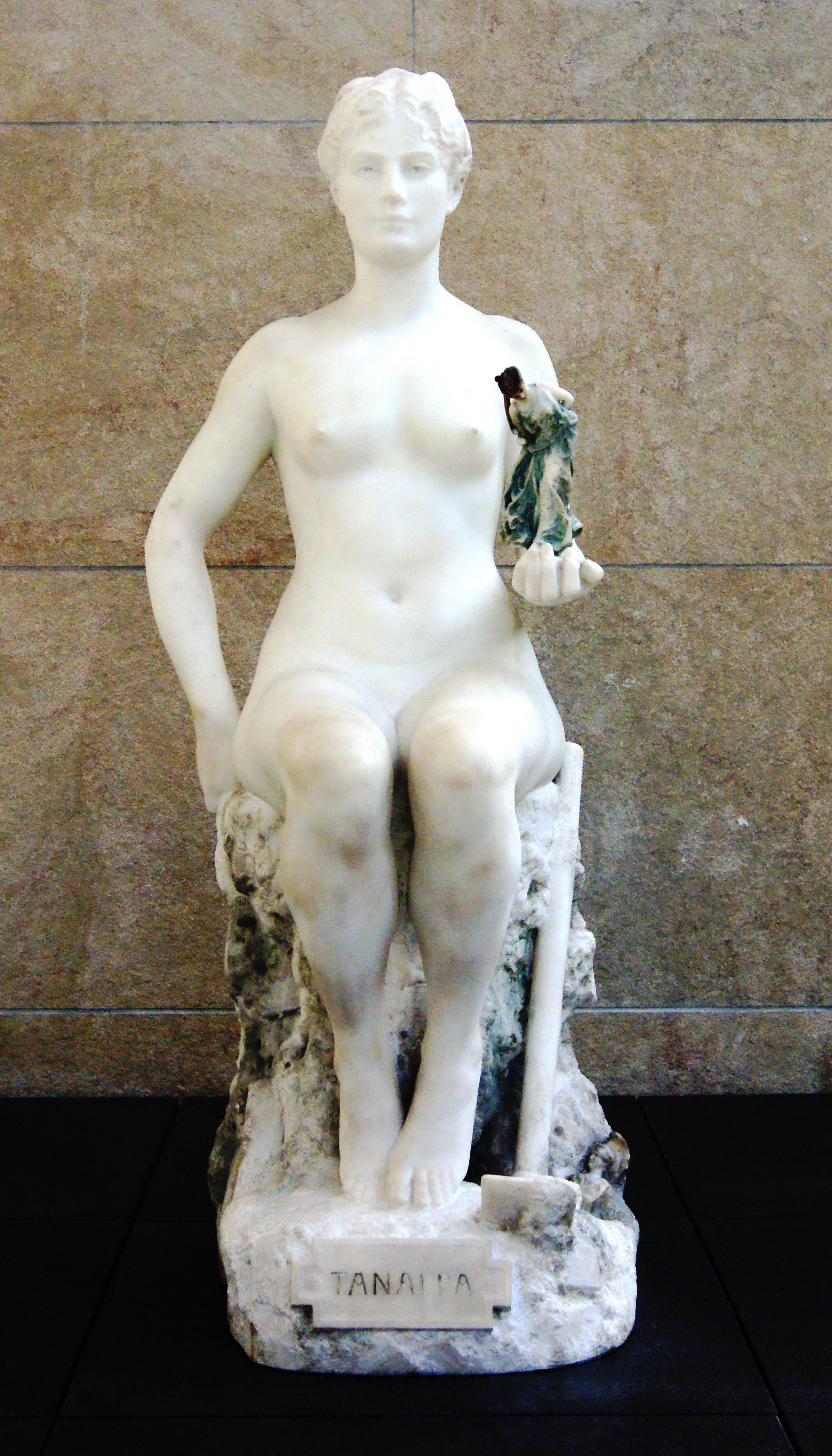
Tanagra par Jean-Léon Gérôme, Musée d'Orsay.

Dans la mythologie grecque, Tanagra (en grec ancien Τάναγρα / Tánagra) est soit la fille d'Éole (le fils d'Hellen) soit celle d'Asopos, le dieu fleuve, et de son épouse la naïade Métope.

## Mythe
Incités par Aphrodite et Éros, les dieux enlèvent les filles d'Asopos et Arès séduit Tanagra. Finalement elle se marie avec Poémandre, avec lequel elle a pour enfants Leucippe et Éphippus. Son époux fonde alors la cité de Tanagra en Béotie, éponyme de son épouse, et dont les habitants participent à la guerre de Troie. 

## Autre
A l'époque hellénistique on appelait tanagras les statuettes qui servaient d'ex-voto.